# Antony Prince Panengaden
Antony Prince Panengaden (Arimpur, 13 de maio de 1976) é um prelado indiano da Igreja Católica Siro-Malabar, atual eparca de Shamshabad.

## Biografia
Ingressou na Congregação das Carmelitas de Maria Imaculada. Após alguns anos de formação, antes da profissão mudou-se para a Eparquia de Adilabad. Depois de concluir os estudos filosóficos no Instituto Dharmaram Vidya Kshetram de Bangalore e os estudos teológicos no Seminário Maior Ruhalaya de Ujjain, recebeu a ordenação presbiteral em 25 de abril de 2007.
Exerceu os ministérios de vice-pároco e pároco da Catedral de Adilabad, de pároco de Saligão e protossincelo da Eparquia de Adilabad.
Obteve o Doutorado em teologia bíblica pela Pontifícia Universidade Urbaniana de Roma. Além de malaiala e inglês e sabe italiano, alemão e telugo. Ele sabe grego, hebraico, siríaco e latim.
Foi nomeado pelo Papa Francisco como bispo de Adilabad em 6 de agosto de 2015, recebendo a ordenação episcopal e entronizado em 29 de outubro seguinte, no Chavara Pastoral Centre em Mancherial, do cardeal George Alencherry, arcebispo maior de Ernakulam-Angamaly, coadjuvado por Salvatore Pennacchio, núncio apostólico na Índia e por Joseph Kunnath, C.M.I., seu antecessor.
Foi eleito pelo Sínodo da Igreja Siro-Malabar em 30 de agosto de 2024 como novo Eparca de Shamshabad.